# 石川竹崖
石川 竹崖（いしかわ ちくがい、寛政6年8月1日〈1794年8月25日〉 - 天保15年9月26日〈1844年11月6日〉）は、江戸時代後期の儒学者、文人。父は石川之喬。石川丈山の子孫。近江国出身。
諱は之褧、通称は貞一郎、字は士尚、雅号は竹崖。

## 概要
寛政6年（1794年）8月1日に近江国で生まれた。
村瀬栲亭に師事したのち、伊勢津藩主・藤堂高兌に仕え、文政3年（1820年）には、藩校である有造館の設立とともに講師となり、のちに督学となった。
天保15年（1844年）9月26日に51歳で死去した。
著作に『広益名物六帖』などがある。